# Vallée Latine
Pour les articles homonymes, voir Tronto (homonymie).
La vallée Latine (en italien : Valle Latina) est une région géographique et historique italienne qui s'étend du sud de Rome à Cassino,,, correspondant à la zone orientale de l'ancien Latium romain. Les principales villes de la vallée sont Frosinone, Cassino, Sora, Anagni, Alatri.

## Histoire

### Ancien

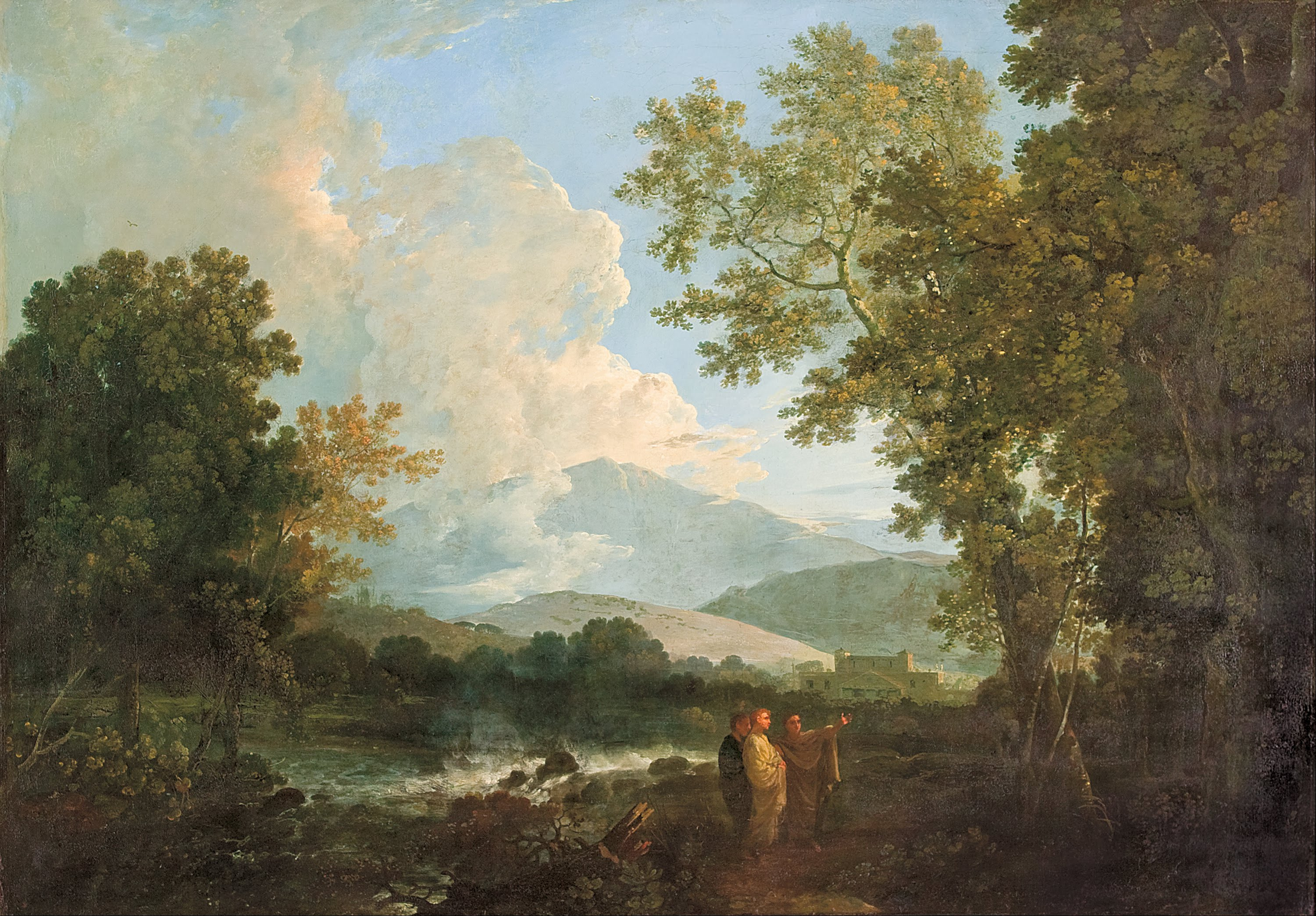
Richard Wilson - Cicéron avec son ami Atticus et son frère Quintus, dans sa villa d'Arpinum

Selon la tradition, en 496 av. J.-C., les Romains ont vaincu leurs rivaux latins à la bataille du lac Régille et imposé leur domination sur le Latium vetus, correspondant en partie à la zone nord de l'actuelle vallée latine. 
Au cours des siècles suivants, le centre et le sud de la vallée furent le cœur de la colonisation latine à l'époque romaine. Contrairement aux zones côtières où de petites colonies romaines ont été fondées, les zones intérieures ont vu la création de colonies latines diverses et densément peuplées. Les Latins et les Romains se sont mêlés aux populations préexistantes de langue osco-ombrienne, en particulier les Hernici, avec leur capitale Anagni, et les Volsci à Frosinone et dans la vallée de la Liri. Plus au sud, la ville osque de Casinum (Cassino), avait été conquise par les Volsci, les Samnites et enfin les Romains,,
Sur son territoire (ager casinas), les Romains fondèrent la colonie de Interamna Lirenas. La colonisation latino-romaine a coïncidé avec la création du Latium adiectum et de la Via Latina. La Via Latina partait de Porta Capena à Rome, en passant par la Porta Latina, puis continuait vers le sud-est, traversant les Monts Albains (Haute Vallée Latine), la Vallée de la Sacco (Moyenne Vallée Latine) et la Vallée de la Liri jusqu'à Cassino (Basse Vallée Latine), la dernière ville des Latins et de l'actuelle Vallée Latine, pour ensuite entrer en Campanie et finir à Capoue. 
Avec la réorganisation territoriale de l'Italie sous Auguste, la région a été incorporée dans la Regio I Latium et Campania, une institution territoriale qui restera en vigueur jusqu'à la chute de l'Empire romain d'Occident en 476 apr. J.-C.

### Moyen Âge et époque moderne
À la fin du Ve siècle, la vallée, avec le reste de la péninsule, est devenue une partie du royaume Ostrogoth. Vers l'an 529, saint Benoît de Norcia fonda l'abbaye de Monte Cassino sur le sommet du Mont Cassin, à la limite sud de la vallée latine, qui représentait un point de référence pour l'identité chrétienne de l'Europe occidentale. Quelques années plus tard, en 535, la guerre gréco-gothique éclate et se termine en 553 avec la victoire byzantine. Avec l'invasion lombarde qui a suivi, l'unité politique de la vallée latine a été compromise: la basse vallée latine a été incorporée au duché lombard de Bénévent, pour suivre ensuite l'histoire du sud de l'Italie, tandis que la haute et moyenne vallée est restée dans le duché romain et donc l'État de l'Église subséquent. Quoi qu'il en soit, dans la zone sud de la vallée latine, des territoires féodaux autonomes se sont formés, capables de façonner leur propre identité distincte. Une attention particulière doit donc être portée, à cet égard, à la Terra Sancti Benedicti et au duché de Sora. Les espoirs d'autonomie municipale des principales villes de la vallée moyenne latine, y compris par exemple Ferentino et Alatri, ainsi que d'autres dans les régions voisines, mais en tout cas soumis à l'autorité papale, ont poussé Innocent III à établir la Province de Campagna e Marittima au XIIe siècle.